# Non si sevizia un paperino
Non si sevizia un paperino è un film del 1972 diretto da Lucio Fulci.
Considerato come suo lavoro preferito da Fulci, è ritenuto uno dei film più inquietanti e morbosi girati dal regista romano. L'ambientazione in un paese arretrato del sud Italia era inedita sino ad allora nel cinema thriller-horror italiano.
Il soggetto del film è ispirato a un fatto reale avvenuto a Bitonto nel 1971, dove una serie di omicidi ebbe come vittime dei bambini.

## Trama
Ad Accendura, un paese della Basilicata, una donna scava una piccola fossa ai margini di un'autostrada. Estrae il piccolo corpo di un neonato morto e fugge. In paese, Tonino, Michele e Bruno, tre dodicenni del luogo, escono da una chiesa e si recano a spiare due prostitute e i loro clienti in un casolare abbandonato. Insieme a loro c'è anche Giuseppe Barra, un disabile mentale che spia le coppiette appartate. I bambini si prendono gioco di lui, che minaccia di ucciderli. La misteriosa donna intanto compie una serie di riti di magia nera, trafiggendo con alcuni spilloni delle bambole che riproducono i corpi dei bambini.
Michele, la stessa sera, porta un vassoio con delle bibite a Patrizia, proprietaria di una lussuosa villa: la donna è completamente nuda e provoca il bambino, il quale viene però richiamato dalla madre. Poco dopo Bruno Lo Cascio, un altro bambino del paese, viene inseguito e brutalmente ucciso. I carabinieri iniziano le ricerche, dopo aver ricevuto una telefonata anonima da un uomo che chiede sei milioni di lire come riscatto. Sul luogo arriva anche Andrea Martelli, un giornalista di cronaca nera. I carabinieri arrestano per l'omicidio Giuseppe Barra, preso sul fatto mentre sta per ritirare il riscatto. Barra conduce i carabinieri sul luogo in cui ha sepolto il corpo di Bruno.
Sul posto c'è anche don Alberto Avallone, il giovane parroco del paese, che benedice la salma. Barra si proclama innocente, asserendo che Bruno era già morto quando lui lo ha trovato, e che ne ha solo approfittato per chiedere il riscatto. La gente del paese però non crede alle sue parole e si avventa su di lui, tentando il linciaggio mentre l'uomo viene portato in carcere. La mattina seguente viene trovato un altro cadavere: si tratta del corpo di Tonino, amico di Bruno, annegato in una vasca di pietra. Intanto la donna-strega, da tutti chiamata "la maciara", seppellisce le sue bambole. Andrea Martelli si reca da don Alberto, che si dice preoccupato per il futuro dei bambini del paese, in balia di riviste pornografiche e di troppe tentazioni.
Mentre i due uomini stanno parlando giunge Patrizia, che provoca sia il parroco che Andrea. Questi scopre che la ragazza è la figlia di un ricco costruttore milanese, che l'ha relegata di proposito nel paesucolo. La notte seguente, Michele riceve una telefonata che lo invita a un appuntamento. Nello stesso momento, davanti a una stazione di servizio, Patrizia termina una telefonata. Michele riesce ad uscire di nascosto e si reca all'incontro, dove viene ucciso. I carabinieri interrogano Patrizia, che mente dicendo che ha viaggiato tutta la notte in macchina, senza mai fermarsi.

La morte della "maciara" (Florinda Bolkan)

Ai funerali di Michele è presente tutto il paese. La madre del bambino ucciso avverte la presenza dell'assassino e urla, proprio quando entra in chiesa la maciara, che si allontana furtivamente. La sua uscita viene però immortalata da una telecamera posizionata all'uscita della chiesa dai carabinieri; questi intanto si recano da "zio Francesco", un anziano fattucchiere rispettato dalla gente del paese, che convive da anni con la maciara. Zio Francesco però non sa dire niente sulla donna, solo che si è allontanata, e probabilmente si trova come sempre nel bosco. Mentre i carabinieri si allontanano arriva Patrizia.
Una telefonata anonima, fatta da Aurelia Avallone, la madre di don Alberto, conduce i carabinieri sul luogo in cui si nasconde la maciara, che viene arrestata dopo il ritrovamento del cadavere da lei disseppellito. Durante l'interrogatorio, la maciara confessa di aver ucciso i tre bambini, che avevano scoperto la tomba del suo bambino, frutto di una relazione con zio Francesco, e morto misteriosamente anni prima. La maciara in preda ad una crisi isterica, afferma di aver ucciso i bambini grazie alla magia nera. La sera stessa il magistrato, dopo aver ascoltato la testimonianza di un appuntato che scagiona la maciara, ne ordina la scarcerazione, nonostante i dubbi del maresciallo, preoccupato che la messa in libertà della donna provochi la reazione violenta dei compaesani.
La donna si reca al cimitero del paese, ma viene accerchiata dai padri dei bambini uccisi, che iniziano a pestarla violentemente con catene e bastoni. Lei riesce a trascinarsi sino ai margini dell'autostrada, dove muore tra le auto che sfrecciano indifferenti. In paese, Andrea Martelli e Patrizia incontrano Malvina, la sorellina di don Alberto, una sordomuta, mentre trascina una bambola decapitata. Mario, un bambino del paese, si avventura nel bosco. Il suo amico riferisce tutto a don Alberto, che inizia a cercare Mario. Questi incontra Patrizia, bloccata in strada con l'auto a causa di una gomma bucata. Poco dopo, Mario viene ritrovato con il cranio fracassato. Andrea Martelli trova l'accendino di Patrizia sul luogo del delitto e si reca da lei.
La ragazza racconta di essersi fermata a una stazione di servizio, la notte dell'omicidio di Michele, per telefonare a uno spacciatore di droga. Patrizia guarda la foto del delitto su un quotidiano, e si accorge della testa di un paperino di gomma che Andrea Martelli ha messo accanto al cadavere alla ricerca di una foto ad effetto. I due vanno alla ricerca della parte mancante del pupazzo, appartenuto a Malvina, e trovano la testa di una bambola in una discarica che si trova di fronte all'abitazione di don Alberto; la bambina stacca compulsivamente la testa a tutte le sue bambole, senza un apparente motivo, e i due pensano che possa avere in qualche modo assistito ai delitti, e che quindi li mimi sulle sue bambole. I due entrano nella casa e vi trovano Aurelia, la madre del parroco, che si rivela gelosa e reticente.
Tornati a casa di Patrizia, i due ricevono una telefonata da don Alberto, che li informa che sua madre è scomparsa insieme a Malvina. I due riescono a trovare il luogo in cui la donna si è nascosta, una rupe deserta, e vi trovano anche don Alberto, che tiene in braccio Malvina. L'uomo non vuole salvarla, ma gettarla nel vuoto. Tramite alcuni flashback si comprende che è don Alberto l'assassino dei bambini, uccisi perché rimanessero puri e immuni dalle tentazioni del demonio. Aurelia, in stato confusionale, implora Andrea e Patrizia di cercare di fermare il figlio. Martelli insegue l'uomo, e i due hanno una colluttazione durante la quale, il primo riesce a strappare la bambina al folle, ma scivola sull'orlo del dirupo. Il parroco tenta di far cadere Andrea ma quando alza il piede per spingerlo giù, è Andrea che gli fa perdere l'equilibrio, e don Alberto precipita nel vuoto e muore.

## Produzione
Il film è in assoluto il primo realizzato dalla nuova casa di produzione Medusa Film.

### Regia
Dopo le polemiche e le censure subite dalla commedia Nonostante le apparenze... e purché la nazione non lo sappia... All'onorevole piacciono le donne, Lucio Fulci tornò a dirigere un thriller, genere da lui già sperimentato nel 1969 e nel 1971, rispettivamente in Una sull'altra e in Una lucertola con la pelle di donna.

### Sceneggiatura
La sceneggiatura fu scritta da Fulci, insieme a Roberto Gianviti e Gianfranco Clerici. Il copione originale prevedeva di ambientare la storia a Torino, in un quartiere popolato dagli operai della FIAT. Durante le varie riscritture del copione fu però deciso di ambientare la storia nel paese immaginario di Accendura, per avere un'ambientazione meno fosca. Il nome di Accendura fu adattato da Accettura, paese in provincia di Matera. Gianfranco Clerici fu interpellato perché Fulci e Gianviti non trovavano una sequenza iniziale che desse la spinta al racconto. Clerici scrisse così la prima scena in cui i bambini si confessano in chiesa.

### Cast
Per la parte di don Alberto si era pensato originariamente a Massimo Ranieri, mentre per la parte di "zio Francesco" si era pensato a Fernando Rey. La parte di don Alberto andò invece a Marc Porel, attore francese molto attivo in quegli anni nel cinema di genere italiano, mentre per l'altro ruolo fu ingaggiato George Wilson, che aveva già lavorato con Fulci in Beatrice Cenci.
Anche Florinda Bolkan aveva già interpretato un film di Lucio Fulci: Una lucertola con la pelle di donna. Per il personaggio della "maciara", la Bolkan richiese esplicitamente un trucco che non ne facesse una "stracciona", bensì una donna povera ma con un suo fascino. Inoltre la Bolkan girò l'intero film senza mai vedere gli altri attori. Le sue scene furono infatti girate con la presenza della sola attrice.
Il cast annovera altri attori all'epoca all'apice della notorietà, come Barbara Bouchet e Tomas Milian. Per quanto riguarda i bambini, Fulci aveva pensato a dei volti che avessero caratteristiche somatiche da adulti.

### Trucco ed effetti speciali
Il trucco del film fu realizzato da Franco Di Girolamo, aiutato da Dante Trani e da Maurizio Trani. I principali interventi del trio riguardarono l'invecchiamento di George Wilson, le ferite delle vittime e l'arto interrato del primo bambino ucciso. Per quanto riguarda gli effetti speciali, alcune fonti riportano erroneamente il nome di Giannetto De Rossi, che in realtà non partecipò al film. Gli effetti speciali furono supervisionati da Carlo Rambaldi, che si occupò della parte meccanica della sequenza che vede don Alberto cadere nel vuoto.

### Riprese
Le riprese del film iniziarono il 2 maggio 1972 e terminarono a luglio. Il titolo di lavorazione era Non si sevizia paperino. Questo doveva essere il titolo definitivo del film, ma la Disney si oppose a questo titolo e impose l'articolo. I produttori del film aggirarono questo ostacolo inserendo sui manifesti pubblicitari del film l'articolo "un" con un carattere scuro o velato, che si confonde con lo sfondo nero.
Il film fu girato in esterni in Puglia, a Monte Sant'Angelo, alla Foresta Umbra, alla scala detta "scannamugliera", al Santuario di San Michele Arcangelo, nella Valle Carbonara e nella località di Pulsano sul Gargano. Altre riprese vennero realizzate a Pietrasecca (AQ), l'autostrada è infatti la Roma-Teramo e il viadotto che appare è proprio quello di Pietrasecca, come è di Pietrasecca il cimitero, detto anche "cimitero vecchio".
Per gli interni furono utilizzate varie abitazioni del sud Italia, mentre l'unico interno interamente ricostruito in un teatro di posa fu quello della stazione dei carabinieri. Alcune riprese sono state girate anche in Basilicata, a Matera e Accettura.
Lucio Fulci ottenne una grande libertà durante le riprese. Il regista dichiarò: «Altri produttori si sarebbero impanicati sul soggetto, in quanto si svolge in mezzo ai poveracci, in un paesaccio. Un giallo così atipico forse avrebbe provocato dubbi e masturbazioni produttive, prima. Loro mi lasciarono fare tutto. Era un buon periodo per i film che facevo». La sequenza del linciaggio subito dalla maciara fu girata in tre giorni. Prima furono girate le inquadrature sul portone, quindi quelle dentro il cimitero.
Durante la lavorazione della scena della lotta finale tra Andrea Martelli e Don Alberto Avallone, Tomas Milian e Marc Porel finirono per azzuffarsi realmente, finendo sulle pagine dei quotidiani del tempo.

### Scene eliminate
In una sequenza, la maciara doveva essere assalita da un gruppo di pipistrelli. La sequenza fu girata, ma non montata, poiché data la serietà del film Fulci non ritenne opportuno inserirla.

## Colonna sonora
La colonna sonora del film fu realizzata da Riz Ortolani. La musica dolce che contrasta con le immagini di una violenza a tratti inaudita è rimasta impressa tra gli amanti del film. Questo stratagemma era già stato usato da Ortolani nel 1962 per Mondo cane, e sarà riutilizzato dal compositore nel 1979 in Cannibal Holocaust, diretto da Ruggero Deodato.
Soprattutto è rimasta legata indelebilmente al film la canzone Quei giorni insieme a te, cantata da Ornella Vanoni, che accompagna il linciaggio della maciara. All'inizio della sequenza sono presenti altre due canzoni: la prima è Rhythm cantata da un giovanissimo Riccardo Cocciante, e l'altra canzone non originale è Crazy di Wess & The Airedales. In origine però non era questa la canzone scelta per la sequenza, bensì Un po' di più, cantata da Patty Pravo.

## Promozione

### Slogan
- «Il thrilling per chi ama le sensazioni forti... in tutti i sensi! Violenza, tensione, angoscia, suspense, erotismo, nel film interpretato da sei grandi attori».[10]

## Distribuzione

### Data di uscita
Il film uscì nelle sale italiane il 29 settembre 1972. Il film uscì negli Stati Uniti e nel Regno Unito come Don't torture a duckling, in Francia come La longue nuit de l'exorcisme, in Spagna come Angusta de silencio ed in America Latina come El extraño secreto del bosque de las Sombras.

### Divieti

Patrizia (Barbara Bouchet) si mostra nuda a Michele, nella sequenza che costò una denuncia a Lucio Fulci

Il film fu vietato ai minori di 18 anni (Visto censura n. 61046 del 22 settembre 1972), a causa delle scene di violenza e la sessualità morbosa mostrata nel film. I problemi maggiori con la censura riguardarono la sequenza in cui Barbara Bouchet si mostra nuda davanti a un bambino. Per questa sequenza vi furono molte denunce, poiché la legge proibiva l'impiego di minorenni in sequenze scabrose.
Nel gennaio del 1973, Lucio Fulci, Edmondo Amati e la Bouchet, dopo una lettera anonima, furono chiamati in tribunale. Lì, Fulci spiegò come era stata girata la sequenza: alla presenza di un notaio, che mise il tutto a verbale, la Bouchet era distesa nuda su un divano, mentre il bambino era ripreso sempre senza l'attrice. I controcampi di spalle del bambino furono invece interpretati da Domenico Semeraro (Ostuni 1946–Roma 1990), un nano amico dei produttori, di professione imbalsamatore, che diventerà in seguito noto alle cronache con l'appellativo di "Nano di Termini". Mentre Fulci usciva dal tribunale, il giudice domandò al regista cosa avesse visto, in fase di doppiaggio, l'attore (ovviamente un bambino) che doppiava il personaggio. Fulci rispose che aveva visto delle code nere (parti di pellicola prive di immagini), al posto della Bouchet. Dopo aver detto questo, il verbalizzante della polizia disse a Fulci: «L'ha fregato, dottò...». Fulci dichiarò inoltre che la sequenza era una delle più morbose da lui realizzate.

## Accoglienza

### Incassi
Non si sevizia un paperino si rivelò un buon successo di pubblico, incassando complessivamente 1 125 965 763 lire dell'epoca.

### Critica
Alla sua uscita Non si sevizia un paperino ricevette delle critiche negative. Morando Morandini attaccò duramente il film, scrivendo: «Non si sevizia un paperino rientra perfettamente nelle regole più bieche di questo genere d'imitazione: disonestà nell'impiego della suspense, abuso dei particolari orripilanti, sadomasochismo a piene mani, recitazione a ruota libera, disprezzo della logica». Tuttavia in tempi recenti è stato dallo stesso rivalutato nel suo dizionario, con un giudizio di due stellette e mezzo su cinque.
Negli anni Novanta, tuttavia, il film è stato ampiamente rivalutato, fino ad essere considerato da molti il capolavoro di Fulci. Paolo Albiero e Giacomo Cacciatore hanno scritto: «Non si sevizia un paperino è un'opera fondamentale nella carriera di un Fulci all'apice della propria maturità creativa, per vari motivi: dall'ambientazione del tutto inedita per il cinema italiano al perfetto equilibrio degli elementi narrativo-cinematografici, fino alle tematiche ricorrenti del regista che trovano qui la loro espressione più convincente (la sessualità, la repressione religiosa, l'ossessione per il "doppio", per il dubbio e il peccato, la violenza contro il "diverso")».
La rivista Nocturno considera il film «fulcro ed insieme summa stilistica e tematica dell'opera di Lucio Fulci», mentre per Antonio Tentori «è con Non si sevizia un paperino che si precisa definitivamente la visione del giallo di Fulci, già presente nelle due opere precedenti e che lo diversifica nettamente dal thrilling nato in quegli anni su imitazione di Dario Argento».
Il sito Mymovies.it gli assegna un giudizio di 3,47 stelle su 5 basato su 27 recensioni tra critica, pubblico e dizionari. Il sito FilmTv assegna un 7,7 su 10, mentre IMDB dà al film un giudizio di 7,2 su 10.

## Riferimenti ad altri film
- La sequenza finale in cui don Alberto cade nel vuoto e si sfracella il volto è un'autocitazione di Fulci al suo precedente film Le colt cantarono la morte e fu... tempo di massacro (1966); la stessa scena sarà ripresa da Fulci nell'incipit di Sette note in nero (1977), in cui una bambina assiste al suicidio della madre che si getta nel vuoto.[3]
- Alcuni particolari della sequenza del linciaggio della maciara (i primi piani dei tagli inflitti alle braccia e al volto dalle catene) furono altresì riproposti dallo stesso Fulci nell'incipit di ...e tu vivrai nel terrore! - L'aldilà (1981).[3]
- Ancora Fulci si autocitò nel film Lo squartatore di New York (1982), in cui un serial killer parla con la voce di Paperino.[3]